# フリープラン (旅行)
フリープランとは、日本の旅行業界で用いられる募集型企画旅行の商品の分類で、往復の交通（航空券や乗車券など）と宿泊（ホテル・旅館）のみをセットにして旅行会社が販売している商品のこと。また、この分類は統計上でも用いられる。和製英語である。

## 概要
スケジュールに従った団体行動で観光や食事などを行う形態のパッケージツアーと異なり、基本プランでは自由行動で添乗員が伴わないことが特徴である。いわゆる格安ツアーもこの形態に当てはまることがある。
料金は、個人の手配とは異なり、企画した旅行会社が交通機関と宿泊施設それぞれ契約した（航空機は個人包括旅行運賃）が適用される。ホテルのシングルルーム宿泊プランでは、最少催行人数が1名であるため、商用（出張）や冠婚葬祭・帰省など、観光目的では無くても利用できる。
利用する交通手段の時間指定や、基本宿泊日数を予め延泊する事で旅行期間を延長できるなど、個人・手配旅行と遜色なくアレンジ出来るセミオーダー商品もある。個人旅行やダイナミックパッケージで手配するよりもフリープラン商品が安価である場合がある。
また、オプションとして、ミールクーポン（食事券）・テーマパーク等の入場券・スポーツ観戦チケット・現地のJRや路線バスの周遊券や観光路線バス乗車券（日本国内）をはじめ、レンタカー利用権や、オプショナルツアーなどを追加設定可能なツアーも大手旅行会社主催を中心として多い。

### 価格の低廉化
日本では1998年の格安航空会社参入に伴い、羽田 - 新千歳・福岡間の運賃価格競争が始まった。それに加え、札幌・福岡市内で複数のホテル開発が進んでいたこともあり、上記路線を使うフリープラン商品が安くなった。
個人包括旅行運賃（IIT運賃）による往復の航空券と札幌・福岡市内のシングルルーム一泊が含まれる商品でも、ゴールデンウィークなどの繁忙期を除き、旅行料金のほとんどは航空会社の往復運賃以下である。2000年代に入り沖縄でも各地でホテル開発が進み、航空便の搭乗率上昇（集客力）を図る意図から、冬期前半（12-1月）は安く販売されるようになっている。

### 主な留意点
往復の交通（航空機・JR線など）は、旅行申込時に指定した航空便・列車（指定席の場合）しか利用出来ない。旅行者の理由による予定変更や乗り遅れた場合はその行程のきっぷ・航空券は無効となり、旅行を続けるには個人できっぷ・航空券を別途購入しなければならない。これがフリープランのデメリットであり、引き替えに格安での旅行が提供されている。ただし列車利用のフリープランでは、指定の列車に乗り遅れた場合でも、その日のうちならば後続列車の自由席を利用できる商品も多数存在する。
ただし悪天候や事故など不可抗力によって指定交通機関が運休・欠航した場合は、運送会社が後続便への振替を無償で行う。または、旅行者もしくは主催旅行会社の指示・判断により旅行行程を中断し現地での証明を受けることで、後日主催旅行会社から未使用の運賃や宿泊費等の相当額の払い戻しを受けることができる。
宿泊施設でも設備の瑕疵などによって代替の部屋が用意できない場合は、上記と同様の手段が取られる場合がある。

## 変則的なフリープラン

### 宿泊を伴わないフリープラン
鉄道の企画乗車券にミールクーポンやレジャーチケットを合わせたもので、旅行日程が日帰りの観光を目的としたもの。近距離移動で普通列車の利用に限定される場合は、乗車する列車が指定されないため、現地での自由時間を多くすることが出来る。
JR東海の子会社であるジェイアール東海ツアーズが提供している「ぷらっとこだま」のような「こだま」の区間や列車を指定した「企画旅行扱いの鉄道乗車（=鉄道乗車票）だけのフリープラン」（該当商品はドリンクチケットを含むが、実質的には割引きっぷ）や、主催旅行会社によってはいわゆるツアーバスも「募集型企画旅行商品」とされる。これらの商品では、旅行業法で定められている特別補償規定の適用範囲が、行程表で示されている運送機関乗車時に限定される。
なお、航空機のIIT運賃は1泊以上の宿泊を同時に販売する場合のみ利用可能であるため、往復航空券だけのフリープランは現実的ではない。

### 交通を伴わないフリープラン
各種マイレージ特典や格安航空券・特別企画乗車券などによって、現地集合場所（空港や宿泊施設が多い）までの往復交通手段が確保できる利用者のニーズに応え、往復の交通を除いた宿泊とオプション参加のみが含まれたフリープランも存在する。日本発着の海外旅行ではランドオンリー・現地集合プランなどの名称で募集されている。
国内旅行では、交通＋宿泊を伴うフリープラン商品の中で交通部分を省いた形態のものと、純粋に宿泊特化型のフリープラン商品が存在する。例えば、「受験生プラン」は受験生向けに電気スタンドの設置や、受験会場での昼食用弁当を販売するなどのサービスを含む。「宿泊フリープラン」は、空港やテーマパーク周辺で前後泊するための宿泊のみであるものと、都市部のシティホテルやリゾートホテルでの宿泊に、ミールクーポンやエステ・ゴルフプレー券・路線バス周遊券などのオプション・特典を含む商品がある。
しかし、宿泊利用のみであれば、インターネット上の宿泊予約ウェブサイト（大手旅行代理店の予約サイトや楽天トラベル、Octopus Travelなど）で予約した方が安いことがある。フリープランでは、募集企画をした旅行会社へ一定の手数料を支払う必要があるためである。

## 海外旅行
日本発着の海外旅行のフリープランでも、基本は航空券と宿泊のみがセットになっている商品である。プランによっては現地の空港 - 宿泊施設間の送迎で現地係員が対応したり、オプショナルツアーの申込みが可能である。格安ツアーではフリープランであることが多い。
そのため、現地情勢や地理などある程度の情報収集が必要であるが、情報誌やインターネットなどで現地情報が入手しやすくなった1990年代以降、観光や食事など現地での行動を自ら組み立てられることもあり、海外旅行商品の一分野として定着している。